# Gavilanes de Matamoros
El Gavilanes Fútbol Club Matamoros es un equipo de fútbol profesional mexicano que participa en la Serie A de la Segunda División de México. Juega sus partidos de local en el estadio El Hogar, ubicado en Matamoros, Tamaulipas.

## Historia
El equipo fue fundado en agosto de 2011, tomando el lugar del equipo Hogar de Matamoros. Disputó su primer partido en Tercera División el 21 de agosto de 2011 contra los Orinegros de Ciudad Madero, el marcador final fue de 1-0 a favor de Orinegros. El 26 de agosto el club es presentado oficialmente por Horacio García, siendo Jorge Alberto Hinojosa el primer director técnico del equipo.

### Clásico Matamorense.
- El día 30 de sep de 2016, se juega el primer clásico matamorense con la reaparición del equipo Bucaneros de Matamoros en el Grupo 12 de la tercera división, el encuentro se juega en la casa de Bucaneros en el estadio Municipal Pedro Salazar Maldonado, con Marcador favorable de 1-0 para Bucaneros.
- El 14 de enero del 2017 se juega el clásico matamorense de vuelta, ahora Gavilanes como local en el estadio Hogar, con marcador de 3-2 a favor de Gavilanes. Con una asistencia de 16,000 espectadores.

| FECHA     | LOCAL     | VISITANTE | MARCADOR | ESTADIO                            | TORNEO                                                  |
| --------- | --------- | --------- | -------- | ---------------------------------- | ------------------------------------------------------- |
| 30-Sep-16 | Bucaneros | Gavilanes | 1-0      | Municipal. Pedro Salazar Maldonado | 3.ª Div. 2016-2017 Ida                                  |
| 14-Ene-17 | Gavilanes | Bucaneros | 3-2      | Hogar                              | 3.ª Div. 20-2017 Vuelta                                 |
| 23-Sep-17 | Gavilanes | Bucaneros | 2-1      | Hogar                              | Partido Amistoso. Por el Sismo de Sep 2017 Cd de México |
| 26-Nov-17 | Gavilanes | Bucaneros | 0-1      | Hogar                              | 3.ª Div. 2017-2018- Ida                                 |
| 4-Abr-17  | Bucaneros | Gavilanes | 1-0      | Municipal. Pedro Salazar Maldonado | 3.ª Div. 2017-2018 Vuelta                               |

### Liga Premier.
El 12 de mayo de 2017 se anunció que tendrián franquicia en la Segunda División, con Jorge Urdiales expresidente de Club de Fútbol Monterrey y Enrique Badillo como los encargados del proyecto.  El 16 de junio se confirmó que estarían en la Liga Premier/Serie A dentro del grupo 1

Equipo Gavilanes FC Liga Premier

Durante sus primeras temporadas en la Liga Premier el equipo tuvo actuaciones discretas en los torneos, por lo que quedaba fuera de los puestos de liguilla, sin embargo, el club generó cierta atención nacional al contar con un promedio de asistencia que llegó a superar al de algunos clubes de la misma Liga MX.
En la temporada 2019-2020 los Gavilanes estuvieron cerca de clasificarse a la liguilla por el ascenso, sin embargo, el torneo fue suspendido por la pandemia de COVID-19. El siguiente año el equipo de Matamoros por fin logró clasificarse a la fase final de la Segunda División, aunque el club fue eliminado en la ronda de cuartos de final por el club Cruz Azul Hidalgo. 
Durante el verano de 2021 el club optó por presentarse a la auditoría para conseguir un lugar en la Liga de Expansión MX, esto luego de que las autoridades de ese circuito rechazaron la entrada del Club Irapuato, sin embargo, los Gavilanes tampoco recibieron la aprobación para integrarse en la categoría de plata del fútbol mexicano.
Luego de casi dos años quedándose cerca del objetivo, el equipo volvió a jugar una liguilla en el Clausura 2023, aunque de nueva cuenta cayeron eliminados en cuartos de final, en esta ocasión ante el Tampico Madero, equipo que avanzó de ronda por haber tenido mejor desempeño en la temporada regular y que a la postre resultaría el campeón de la temporada. 
De nueva cuenta, en abril de 2023 el equipo volvió a optar al proceso para conseguir una invitación para jugar en la Liga de Expansión, luego de que los directivos del circuito rechazaran la entrada del Tampico Madero en esa liga, sin embargo, de nueva cuenta los Gavilanes fueron rechazados para participar en la segunda categoría del balompié nacional, por lo que el equipo se mantiene en la Liga Premier.

## Estadio
- El equipo tuvo en el Estadio Pedro Salazar Maldonado su primera casa para disputar sus encuentros como locales, jugaron en este estadio durante 5 años.

- Para la temporada 2016, se mudaron al nuevo Estadio El Hogar. El cual se encuentra ubicado al sur de la ciudad de Matamoros.
- Para la temporada 2017-2018 se instala el nuevo pasto sintético en el campo, esto para disputar su primer partido en el Grupo 1 de la Serie A de la Segunda División de México.

### Inauguración.
- Abrió sus puertas el 10 de agosto del 2016, con el juego de Gavilanes de Matamoros contra Cinco Estrellas Club, partido de la jornada número 1, del torneo de la Tercera División profesional de México, están ubicados en el grupo XII. El estadio actualmente está al 40% de su construcción, con una capacidad de 20'000 personas.
- El primer gol anotado en el estadio fue del jugador de Gavilanes Edson Esquivel, "La Bacha" del ejido San Francisco Tam.

| Estadio Municipal               | Estadio Hogar | Estadio Hogar Pasto Sintético | Estadio Hogar con Butacas |
| ------------------------------- | ------------- | ----------------------------- | ------------------------- |
| Juegos de local del 2011 a 2016 | 2016 a 2017   | 2017                          | 2018                      |
|                                 |               |                               |                           |

## Entrenadores
- Jorge Alberto Hinojosa (2011-2015)
- Carlos Martínez (2015-2016)
- Jorge Alberto Hinojosa (2016-2017)
- Carlos Martínez (2017-2018)
- Mario Pérez (2018)
- Jorge Humberto Torres (2018-2019)
- Lorenzo “Rocky” López (2019-2020)
- Jorge Martínez (2020-2022)
- Lucas Ayala (2022)
- Julio García (2022-2023)
- Francisco Cortéz (2023)
- Raúl Salazar (2023-actual)

## Temporadas
| Temporada     | División            | Posición                           |
| ------------- | ------------------- | ---------------------------------- |
| 2011-12       | 5. Tercera División | 7°. G XII (Treintaidosavos)        |
| 2012-13       | 5. Tercera División | 6o. G XII (Treintaidosavos)        |
| 2013-14       | 5. Tercera División | 4o. Grupo XII (Dieciseisavos)      |
| 2014-15       | 5. Tercera División | 10o. Grupo XII                     |
| 2015-16       | 5. Tercera División | 4o. G XII (Treintaidosavos)        |
| 2016-17       | 5. Tercera División | 9o. Grupo XII                      |
| Apertura 2017 | 3.Segunda Serie A   | 12o. Grupo I                       |
| Clausura 2018 | 3.Segunda Serie A   | 13o. Grupo I                       |
| 2018/2019     | 3.Segunda Serie A   | 9°. Grupo I                        |
| 2019/2020     | 3.Segunda Serie A   | 4°. Grupo I                        |
| 2020/2021     | 3.Segunda Serie A   | 4°. Grupo I (Cuartos)              |
| Apertura 2021 | 3.Segunda Serie A   | 5°. Grupo I                        |
| Clausura 2022 | 3.Segunda Serie A   | 7°. Grupo I                        |
| Apertura 2022 | 3.Segunda Serie A   | 5°. Grupo II                       |
| Clausura 2023 | 3.Segunda Serie A   | 2°. Grupo II (Cuartos)             |
| 2023/2024     | 3.Segunda Serie A   | 3°. Grupo I (Semifinales de Grupo) |
| Apertura 2024 | 3.Segunda Serie A   | 4°. Grupo II                       |
| Clausura 2025 | 3.Segunda Serie A   | 5°. Grupo II                       |

Gavilanes "B"
| Temporada | División           | Posición                      |
| --------- | ------------------ | ----------------------------- |
| 2017/2018 | 5.Tercera División | 11o. Grupo XII                |
| 2018/2019 | 5.Tercera División | 2o. Grupo XII (Dieciseisavos) |
| 2019/2020 | 5.Tercera División | 11o. Grupo XII                |
| 2020/2021 | 5.Tercera División | Sin participación             |
| 2021/2022 | 5.Tercera División | 10o. Grupo XV                 |
| 2022/2023 | 5.Tercera División | 6o. Grupo XVI                 |